# Petunia hybrida
Espèce
Synonymes
- Petunia violacea var. hybrida Hook.[1] [2]

Petunia ×hybrida est une espèce de plantes herbacées ornementales de la famille des Solanaceae et originaire des régions tropicales d'Amérique du Sud.